# Melatonin Magik
Melatonin Magik è il nono album in studio del rapper statunitense Canibus, pubblicato nel 2010.

## Tracce
1. Melatonin Magik Intro – 2:13
2. Melatonin Magik (featuring Professor Griff) – 4:59
3. Kriminal Kindness (featuring Professor Griff) – 3:04
4. Hip-Hop Black Ops (featuring Professor Griff) – 3:35
5. The Dragon of Judah (featuring Professor Griff) – 3:18
6. Post Traumatic Warlab Stress (with DZK & Warbux) – 5:53
7. Air Strike (Pop Killer) (featuring D12 & DZK) – 5:28
8. Fraternity of the Impoverished (featuring Professor Griff) – 4:28
9. Dead by Design (featuring Professor Griff) – 4:54
10. Only Slaves D.R.E.A.M. – 4:18
11. Ripperland (featuring The Goddess Psalm One) – 3:50
12. Stomp On Ya Brain (featuring Journalist) – 3:35
13. Beat Butcher Get Em' (featuring Jaecyn Bayne, Son One & Chopp Devize) – 4:43
14. Do It Live! (featuring Blaq Poet, Skarlet Rose & Presto) – 4:30
15. Sharpshootaz Blazin' Caps (featuring K-Solo, Born Son, Willie Dynamite & Maintain) – 5:34
16. Gold & Bronze Magik (featuring Bronze Nazareth & Copywrite) – 5:33